# Trigonosoma tropida
Trigonosoma tropida är en tvåvingeart som först beskrevs av Friedrich Georg Hendel 1914.  Trigonosoma tropida ingår i släktet Trigonosoma och familjen bredmunsflugor.
Artens utbredningsområde är Taiwan. Inga underarter finns listade i Catalogue of Life.